# Johann Gottlieb Schaller
Pour les articles homonymes, voir Schaller.
Johann Gottlieb Schaller, ou Johann Gottlob Schaller (1734-1814), est un zoologiste et entomologiste allemand qui s'est notamment spécialisé dans l'étude des coléoptères, en particulier des Curculionidae, ainsi que dans celle des lépidoptères, dont il décrit nombre d'espèces exotiques. Il a fondé en Saxe avec le botaniste Christian Carl Löwe, la Société des naturalistes de Halle en 1779. À partir de 1783, il est conservateur au Kunst- und Naturalienkammer de Halle, fondé par August Hermann Francke au début du siècle. En 1787, il est engagé comme directeur comptable des jardins des Institutions de Francke de Halle.

## Publications
- Fortgeseßte Beitrage zur Geschichte exotischer Papilions, in Der Naturforscher 23, pp. 49–53
- Neue Insekten, éd. Hallische naturforschende Gesellschaft, vol. I, pp. 217–332

## Source
- (de) Franckesche Stiftungen zu Halle (Saale),  Johann Gottlieb Schaller, archives du Studienzentrum August Hermann Francke

- Notices d'autorité :   - VIAF
  - GND
- Notice dans un dictionnaire ou une encyclopédie généraliste :   - Deutsche Biographie

Schaller est l’abréviation habituelle de Johann Gottlieb Schaller en zoologie.

Consulter la liste des abréviations d'auteur en zoologie ou la liste des taxons zoologiques assignés à cet auteur par ZooBank